# Sof'ja Vasil'evna Vorošilova-Romanskaja
Sof'ja Vasil'evna Vorošilova-Romanskaja (in russo Софья Васильевна Ворошилова-Романская?; San Pietroburgo, 15 agosto 1886 – 26 novembre 1969) è stata un'astronoma sovietica di nazionalità russa.
Fu una delle prime donne russe a lavorare nel campo astronomico.
Diplomatasi nel 1903 ai Corsi Superiori Bestužev, l'istituto per la formazione femminile nella Russia zarista, a partire dal 1908 lavorò all'osservatorio di Pulkovo come addetta ai calcoli e dall'anno successivo come astronoma.
I suoi studi si concentrarono sul movimento dei poli terrestri e le variazioni delle latitudini. In particolare condusse due serie di osservazioni delle latitudini negli anni 1918-1928 e 1955-1962. Complessivamente ha compiuto oltre ventimila osservazioni di latitudine ad alta precisione.
Partecipò a una spedizione in Svezia per osservare l'eclissi solare del 1927.

## Riconoscimenti
Le sono stati dedicati il cratere Romanskaya su Venere e l'asteroide 3761 Romanskaya.